# Дербі (Огайо)
Дербі (англ. Derby) — переписна місцевість (CDP) в США, в окрузі Пікавей штату Огайо. Населення — 355 осіб (2020).

## Географія
Дербі розташоване за координатами 39°45′50″ пн. ш. 83°12′25″ зх. д. / 39.76389° пн. ш. 83.20694° зх. д. (39.764019, -83.206807).  За даними Бюро перепису населення США в 2010 році переписна місцевість мала площу 3,45 км², уся площа — суходіл.

## Демографія
Згідно з переписом 2010 року, у переписній місцевості мешкало 408 осіб у 148 домогосподарствах у складі 109 родин. Густота населення становила 118 осіб/км².  Було 155 помешкань (45/км²).
Расовий склад населення:
| - 97,3 % — білих - 0,5 % — чорних або афроамериканців - 0,2 % — азіатів |

До двох чи більше рас належало 1,7 %. Частка іспаномовних становила 0,5 % від усіх жителів.
За віковим діапазоном населення розподілялося таким чином: 26,0 % — особи молодші 18 років, 61,5 % — особи у віці 18—64 років, 12,5 % — особи у віці 65 років та старші. Медіана віку мешканця становила 38,3 року. На 100 осіб жіночої статі у переписній місцевості припадало 101,0 чоловіків;  на 100 жінок у віці від 18 років та старших — 101,3 чоловіків також старших 18 років.
Середній дохід на одне домашнє господарство  становив 119 368 доларів США (медіана — 64 167), а середній дохід на одну сім'ю — 74 387 доларів (медіана — 71 250). За межею бідності перебувало 1,5 % осіб, у тому числі 0,0 % дітей у віці до 18 років та 9,3 % осіб у віці 65 років та старших.
Цивільне працевлаштоване населення становило 116 осіб. Основні галузі зайнятості: транспорт — 33,6 %, мистецтво, розваги та відпочинок — 28,4 %, фінанси, страхування та нерухомість — 19,0 %.